# Dere grobbelaarae
Dere grobbelaarae är en skalbaggsart som beskrevs av Karl Adlbauer 2005. Dere grobbelaarae ingår i släktet Dere och familjen långhorningar. Inga underarter finns listade i Catalogue of Life.